# 末日都市
《末日都市》（City at the End of Time），是美国作家葛瑞格·贝尔2008年创作的科幻小说，于同年八月由美国格雷出版社和英国格兰茨出版社出版。故事讲述了在现代西雅图，三个流浪者因不断梦见一座一百万亿年后的未来城市卡尔帕而备受其扰，这座未来城市正试图抵御一个不知名物体——提丰的进攻，提丰不仅吞噬了宇宙尚未消亡的部分，还颠覆了物理定律。
这部小说属于世界末日类型，以硬科幻为基础，但是也融入了如奇幻和恐怖等不同风格。贝尔称此书“涉及各个层面”，在书中他纪念了一些改变科幻和奇幻小说面貌的作家，如威廉·霍普·霍奇森和亚瑟·查理斯·克拉克。《末日都市》参考了霍奇森1912年的小说《暗黑大陆》中的情节，贝尔通过这种方式向《暗黑大陆》致敬。
外界对这部书的评价褒贬不一，有些书评人深受小说涉及的领域和庞大的世界观吸引，其他人则认为小说人物不丰满，故事情节难理解。《新科学人》将小说的前半部分形容为“扣人心弦的原创故事”，但认为贝尔在后半部分复杂化了情节，导致“观点太多、人物形象太多、神话传说太多、分散读者注意力的因素太多”。《末日都市》被提名为2009年轨迹奖最佳科幻小说和同年的约翰·坎贝尔纪念奖最佳科幻小说。

## 情节简介
《末日都市》讲述了关于一百万亿年后地球上最后一个城市卡尔帕的故事。故事背景建立在老化的宇宙不断膨胀、时空构造弱化的情况下，星系燃烧殆尽后，散居在全宇宙的人类遭遇了提丰——一个破坏逐渐消亡的宇宙的不明物体。提丰吞噬了一切物质，凌驾于物理法则之上，将时空变得虚无紊乱，导致一场大混沌迅速扩散，迫使部分人类回到了太阳重新升起的古地球。当人们试图抵御提丰的进攻时，濒死地球的首脑们召来了Polybiblios，一个和古外星人族神族一起生活的人类。Polybiblios带着养女 Ishanaxade一起回到了地球，这名养女是他利用神族收集的智慧物种遗留的“命运记录”创造出来的。然而神族灭亡后，大混沌包围了地球，地球首脑们令所有人把自己从实体转换成虚体。随着地球上的城市接连沦陷，住民们撤退到了仅存的最后两座城市——卡尔帕和纳塔罗阇。Polybiblios用从神族那里获取的知识建立了现实生成器来保护卡尔帕，而纳塔罗阇城的人们不愿遵守指挥转换成虚体，因此只能自求多福。

本书的叙述交叉在未来城市卡尔帕和现代城市西雅图之间，西雅图的流浪者金妮、杰克和丹尼尔获得了时空穿梭器，一种能让他们进行“命运转换”的小石头护身符，借此他们能够任意穿梭于命运线（即多重宇宙论中的世界线）之间，金妮和杰克因梦见卡尔帕而备受干扰，并与未来都市的“后代”杰布拉斯和泰德巴有种奇妙的联系。命运转换者们和他们持有的时空穿梭器却遭到了组织“收集者”的追捕，该组织效力于恰克王子，而提丰却能够在未来操控他们。这些追捕者在当地报纸上发布广告寻求“做梦人”的帮助，呼吁这些人与他们联系。
另一方面，在未来，提丰正大肆破坏历史和世界线，将过去和现在融合在一起。随着大混沌离卡尔帕越来越近，转化称虚体的住民们不敢冒险出城。在 Ishanaxade的指示下，他们使用原始物质创造出了古人类的克隆体，称为“后代”，然后将后代分组派往大混沌中心，探查纳塔罗阇是否抵抗住了大混沌，但是无人生还。最后 Ishanaxade挺身而出一探究竟，但从此也没了音讯。当提丰开始入侵卡尔帕时，杰布拉斯和泰德巴所属的最后一批后代离开了卡尔帕，外出寻求帮助。他们带着便携式现实生成器，在虚假的世界里缓慢前进，寻找那座当初违背指令的城市纳塔罗阇。
与此同时，大混沌用尽手段终于来到了现代，然后一场终极战在西雅图打响。过去、现在和未来相互碰撞，切断了世界线。金妮、杰克和丹尼尔从追捕者手下逃走，徒步穿过了沦陷中的西雅图。在时空穿梭器的保护下，他们被传送到了纳塔罗阇，Ishanaxade正在那儿等着他们。还在卡尔帕的时候，Ishanaxade指导Polybiblios制造出了含有“巴别塔碎片”的时空穿梭器，在大混沌中将穿梭器送到了“时间起点”。时空穿梭器的程序设定是当终极战如预期爆发时，指引持有者去往Ishanaxade身边，而后代的设定是视Ishanaxade为母，他们也会自动聚集到她身边。在城市废墟中，杰布拉斯和泰德巴发现他们的前世就是杰克和金妮。最后卡尔帕无力抵御大混沌，但是在纳塔罗阇，时空穿梭器和其中的巴别塔碎片合成一体，重塑了历史，提丰战败，在体内引爆了自己。

## 背景

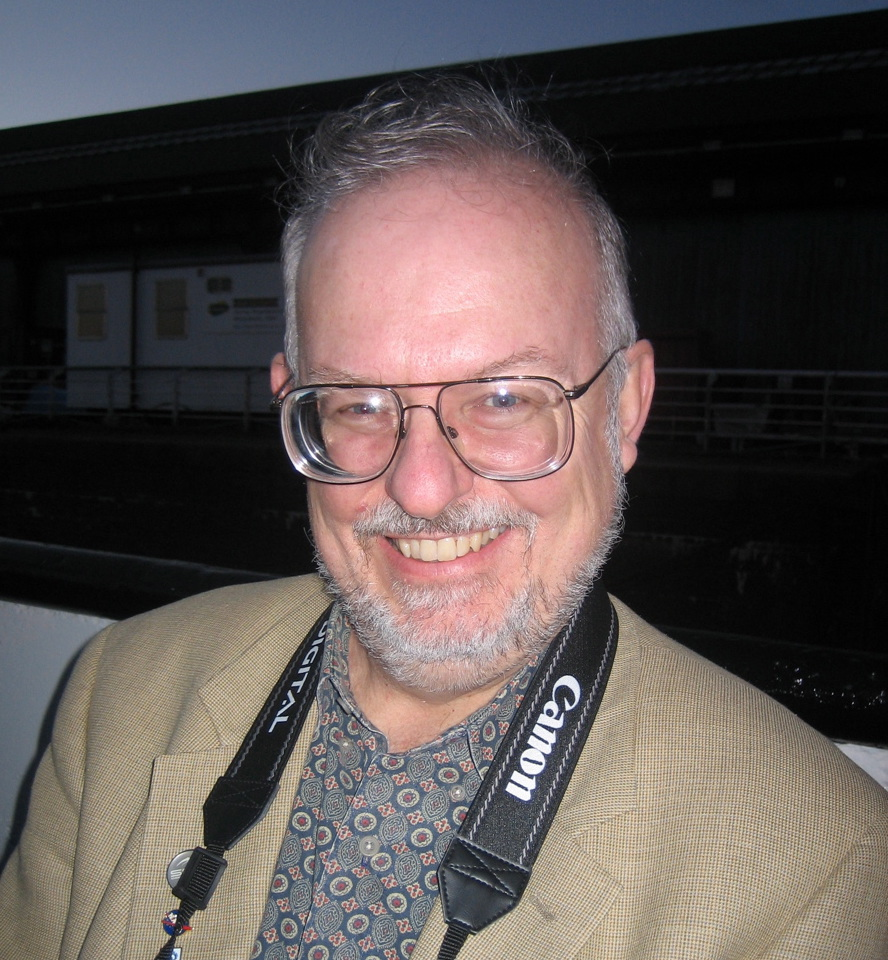
葛瑞格·贝尔（2005年）

葛瑞格·贝尔是来自美国西雅图的知名科幻小说家，他曾获三次星云奖和两次雨果奖，其中《移动火星》获1995年星云奖最佳小说奖，《血色音乐》获1983年雨果奖最佳中篇小说奖。《末日都市》是继2005年《匡提科》出版之后他写的第一部小说。贝尔的早期作品影响了罗伯特·海莱茵、艾萨克·阿西莫夫和波尔·安德森等科幻小说家。
贝尔认为《末日都市》是他写过的“篇幅最长、最费尽心思的一部科幻作品”，他称这部小说是一个“新的起点”，它讲述的未来史和他以前的作品截然不同。在2008年九月《飞往仙女座》杂志的采访中贝尔提到他写《末日都市》的灵感来源于一个问题：“如果我们（对于物理学和宇宙学）的认知仍停留在原始阶段的话世界会是什么样？”这个问题引出了整个故事的中心思想：当宇宙持续发展，在这种情况下的现实世界会产生怎样的变化。
在2008年八月的访谈中，贝尔告诉《轨迹》杂志，他在英国科幻小说中找到了一种“传承“，赫伯特·乔治·威尔斯的《时间机器》（1895）、亚瑟·查尔斯·克拉克的《城市和星星》（1956）、霍奇森的《边界之屋》（1908）和《暗黑大陆》（1902）都探讨了人类在遥远未来的发展。贝尔认为这些作品和其作者的想象对《末日都市》的创作有很大的影响。

## 赏析和风格
科幻小说书评人约翰·克鲁特称，“《末日都市》是一部与过去的科幻作品进行对话的典型小说。”他认为《末日都市》的情节内容与威廉·霍普·霍奇森1912年的小说《暗黑大陆》有许多相似之处，贝尔通过这种方式向霍奇森致敬。两本小说中的人物都梦到过未来遭到入侵陷入混乱的城市（卡尔帕和《暗黑大陆》中的最终堡垒），卡尔帕的创作也参考了亚瑟·查尔斯·克拉克1956年的小说《城市与星星》中的未来都市狄亚斯帕。此外，其他科幻作品也影响了《末日都市》，比如霍华德·菲利普斯·洛夫克拉夫特1936年的中篇小说《超越时间之影》中，人们跨越时间在梦境里交换了人格；再比如奥拉夫·斯塔普雷顿1930年的小说《最后和最初的人类》中，未来人类的最后一代可以和过去的人类进行精神交流。而《超越时间之影》也受到了作者洛夫克拉夫特本人赞誉颇高的《暗黑大陆》的影响。
贝尔惊叹于霍奇森的想象力，在《暗黑大陆》里，霍奇森将最终堡垒描述成未来的”科技保护区“，用于隔离人类以前制造出的但经过长时间进化的怪物，但贝尔却把《暗黑大陆》解读为“超自然的”未来景象，那些怪物则是“非地球生物”。对于贝尔来说，这个解释扩大了小说的范围，也为其他的解读提供了思路。
短篇小说也影响了《末日都市》的创作，如库德·拉斯韦兹1901年的《宇宙图书馆》和豪尔赫·路易斯·博尔赫斯1941年的《巴别图书馆》，科幻小说和神秘小说家彼得·赫克认为受到这种影响是作者贝尔是有意为之。《末日都市》主要描述了现代的西雅图和未来的卡尔帕，赫克认为这是“一种隐喻，不论那个人是作家、读者还是书商，只要他们的生活由书构成，这种隐喻就能使他们产生共鸣“。
克鲁特指出卡尔帕并不是如标题所示的最后一个城市，卡尔帕人相信这是最后一座城市，但其实最后一个城市是纳塔罗阇，「凌驾于末日都市之上的城市」。克鲁特认为，提丰是「一种神，也是一种破坏性原则的类生物形态」，它企图摧毁宇宙是因为因为它「不能容忍被告知」或「被观察」。宇宙的诞生和进化通过人类的观察记录了下来，这是提丰不能容忍的。 在卡尔帕，如果将Polybiblios创造的巴别塔碎片（「没有尽头的博尔赫斯图书馆」）合在一起，就会呈现出一个「背景故事」，重述宇宙的历史并击败提丰。
《末日都市》属于硬科幻，但是也包括其它文体类型。 科幻、奇幻、恐怖小说网站SFF World认为这部小说与斯蒂芬·金的《黑塔》系列小说类似，因为两部小说的「核心都以违抗时空规律为最终目的」。但是，金注重「天马行空的奇幻元素」，贝尔则采用了「科学的手段」。SFF World将《末日都市》描述为「史诗级的科幻小说，既有惊险元素，又带了点令人毛骨悚然的元素”。柯克斯书评称此书为「末日幻想」，科幻小说评论家保罗·金凯德称这部小说的”大部分情节和语言似乎借鉴了奇幻小说“。贝尔自己认为这部小说也可以是奇幻或恐怖小说，但他还是习惯将小说归为”涉及各个层面”的科幻小说。《末日都市》普遍被认为是一个关于「濒死地球」的故事，并归于濒死地球体裁下。

## 反响
《出版者周刊》书评将《末日都市》描述为「一个复杂、难懂但出色的故事，能够吸引喜欢棘手难题而不爱快节奏动作小说的挑剔读者」。 《图书馆杂志》书评称这部小说让读者深度体会到了宇宙理论和神话中的大型创世故事。 《新科学人》书评将这部书的前半部分形容为「扣人心弦的原创故事」，书中把命运转换者的才能刻画得“十分卓越”，但也批评贝尔给小说的后半部分加入了「过多的想法、形象、神话和干扰元素」，因此显得过于复杂。 书评人说，一个好故事会「鞭策自身，最终变得能够让大众理解、接受」。 科幻小说评论家约翰·克鲁特认为这本书是一部「天马行空的宇宙类型（科幻小说）」，批评贝尔写得太过仓促，没有详细说明像卡尔帕这样的特定地点，以至于无法给读者留下深刻印象。 但他认为金妮、杰克和丹尼尔穿越到未来的旅程颇有《指环王》中弗罗多远征魔多的意味。
科幻、神秘小说家彼得·赫克在写给《阿西莫夫科幻小说》的评论中把《末日都市》描述为一个“影响广泛、象征意义深重的大型传说故事”，是“贝尔最费尽心思的作品之一”。 他说，虽然这个故事将更多注意力集中在未来城市，“但是最后，所有的情节主线都汇集起来，那些复杂的元素也完美地融合在了一起。” 为《飞往仙女座》杂志写稿的推想小说家西蒙·皮特里也对此书留下了深刻印象，他被书中“结合宇宙学和神话的宏大世界”打动，赞扬贝尔“将宇宙未来历史浓缩在一本书中的高超写作能力“， 但他也认为把科学、奇幻、恐怖、神话和宗教混合在一起有时会显得略微“不协调”。 皮特里觉得，运用多个角色的视角叙事的手法导致这些角色形象不够丰满，也“（弱化了）为高潮作铺垫的情节的感染力。”
托尼·肯在在线推想小说杂志《奇思妙想》的书评中批评了贝尔的小说，指出描写现代和未来的章节“没有很好地交织在一起”，小说“篇幅太长”、“想法太多”。 他认为读者很难跟得上书中的情节发展，贝尔“为了满足他自身的叙事要求而做了太多改动”。 肯表示作为一部科幻小说，他对书中情节的不连贯性感到惊讶，并认为比起科幻小说，它更像一部奇幻小说，最后的“真相大白”也并没有解释清楚到底发生了什么，“这一点很难给我留下印象”。《奥克兰论坛报》书评认为贝尔不擅长“塑造令人难忘的角色”，并“挣扎于”小说的多视角叙事中。 该书评还补充说，尽管贝尔“花了很长时间才进入故事高潮，而且很明显写得虎头蛇尾，但他最终还是做到了”，不过这显然无法让书评人感到满意。
科幻小说评论家保罗·金凯德对这部小说百感交集。在科幻杂志网SF Site网络杂志的书评中， 他批评了这部书的描写手法，因为他总是分不清几个主人公。让金凯德产生质疑的是超自然生物体提丰，由于这个角色没有得到充分描写，所以他质疑这个角色是否需要存在。他认为“末日”的时间线是整本书中最科幻的部分，这条时间线“比任何超自然的介入都更可怕、更扣人心弦”。金凯德说，尽管他知道这本书“耗费心力、具有思维上的挑战性”，但是“不知为何故事整体水平还不如把故事的各个部分叠加到一起来得强。”
在另一个科幻小说网上，格雷格·L·约翰逊写道，虽然《末日都市》大量刻画了“在残酷宇宙面前人类的无知、敬畏和人性”，但他觉得贝尔没有成功在这部精心写作的小说中展现现实世界和宇宙的命运。约翰逊将它描述为「一个非常复杂的故事」，由“暗示和影射”作为展开故事的手段。  即使是故事的结局也只表明了这些聚集到一起的角色最后获得了什么。约翰逊写道，尽管小说的可取之处在于贝尔将事件描述得规模宏大，比如西雅图的沦陷，但这一背景却衬托出他在主要角色的刻画方面不是很有力。

### 奖项和提名
| 奖项                            | 年份   | 成果 |
| ------------------------------- | ------ | ---- |
| 轨迹奖最佳科幻小说              | 2009年 | 提名 |
| 约翰·W·坎贝尔纪念奖最佳科幻小说 | 2009年 | 提名 |
| SF科幻网站最佳科幻和奇幻小说    | 2008年 | 入围 |
| 出版者周刊最佳书籍              | 2008年 | 在列 |

### 引用文献
- Bear, Greg.  (e-book). Random House Digital, Inc. 2008-08-05  [2017-12-01]. ISBN 978-0-345-44839-2. （原始内容存档于2016-05-13）.